# Un figlio all'improvviso
Un figlio all’improvviso (Momo) è un film del 2017 diretto da Sébastien Thiéry e Vincent Lobelle. Il film è un adattamento della commedia teatrale di Sébastien Thiéry.

## Trama
I coniugi Prioux sono una coppia di mezza età che non ha avuto figli. Una sera i Prioux si accorgono che uno sconosciuto è entrato nella loro casa e che sta usando il loro bagno. I coniugi frugano tra le cose dell’intruso e trovano una loro vecchia foto, sul cui retro sono scritte le parole Papà e Mamma. Trovano anche un biglietto con il nome di Patrick Prioux. Patrick esce dal bagno e annuncia ai Prioux che è loro figlio. Sorge quindi una domanda: ma chi è questo misterioso Patrick?